# چوی مین سو
چوی مین سو (کره‌ای: 최민수؛ زادهٔ ۲۷ مارس ۱۹۶۲) بازیگر اهل کره جنوبی است. وی به عنوان یکی از تحسین شده‌ترین بازیگران کره جنوبی شناخته می‌شود. از آثاری که در آنها ایفای نقش کرده‌است می‌توان به دروغگو و معشوقش و وکیل بی‌قانون اشاره کرد.